# Wāngjing
Wāngjing är en ort i Indien.   Den ligger i distriktet Thoubal och delstaten Manipur, i den östra delen av landet, 1 700 km öster om huvudstaden New Delhi. Wāngjing ligger 793 meter över havet och antalet invånare är 7 528.
Terrängen runt Wāngjing är platt åt nordväst, men åt sydost är den kuperad. Runt Wāngjing är det ganska glesbefolkat, med 40 invånare per kvadratkilometer. Närmaste större samhälle är Thoubāl, 8,8 km nordväst om Wāngjing. I omgivningarna runt Wāngjing växer i huvudsak städsegrön lövskog.